# Nicola Scaife
Nicola Scaife (ur. 1984 lub 1985) – australijski pilot balonowy. Mistrzyni Świata z 2014 i 2016 w lotach balonem na ogrzane powietrze FAI.

## Życiorys
Scaife urodziła się i wychowała w Albury w Nowej Południowej Walii w Australii. Jako nastolatka startowała w reprezentacji kraju w kajakach. Lataniem zainteresowała się po rozpoczęciu pracy w firmie zajmującej się lotami balonowymi na balonach na ogrzane powietrze. W 2007 roku zdobyła certyfikat pilota balonowego.
W 2013 roku po raz pierwszy wzięła udział zawodach balonowych w Canowindra w Nowej Południowej Walii. W 2014 roku wygrała 1. Mistrzostwa Świata Kobiet w Balonach na Ogrzane Powietrze w Lesznie. W lipcu 2016 roku obroniła tytuł podczas 2. Mistrzostw Świata Kobiet w Balonach na Ogrzane Powietrze rozegranych w Birsztanach na Litwie. W 2018 roku Scaife zdobyła brązowy medal podczas Mistrzostw Świata Kobiet FAI w Nałęczowie.
Scaife razem z mężem Matthew Scaife i synem Hugo mieszkają w Hunter Valley w Nowej Południowej Walii w Australii. Matthew jest baloniarzem i mistrzem Australii w lotach. Pracują w firmie Balloon Aloft działającej od 1980 roku i oferującej loty balonem.

## Osiągnięcia sportowe
- 2019 : 2019 Balonowe Mistrzostwa Australii (2019 Australian National Ballooning Championship) – 8 miejsce[8]
- 2019 : Międzynarodowe Zawody Balonowe Canowindra (2019 Canowindra International Balloon Challenge) – 4 miejsce[9]
- 2018 : 23. Mistrzostwa Świata FAI w Balonach na Ogrzane Powietrze (23rd FAI World Hot Air Balloon Championship) – 9 miejsce[10]
- 2018: 3. Mistrzostwa Świata Kobiet w Balonach na Ogrzane Powietrze (3rd FAI Womens World Hot Air Balloon Championship) – 3 miejsce[11]
- 2017 : 21. Mistrzostwa Australii w balonach na Ogrzane Powietrze (21st Australian National Hot Air Balloon Championships) – 2 miejsce[12]
- 2016 : 2. Mistrzostwa Świata Kobiet w Balonach na Ogrzane Powietrze – 1 miejsce[13].
- 2015 : 20. Mistrzostwa Australii HAB (20th Australian National HAB Championship) – 2 miejsce[14]